# Fight
Fight - англо-американський рок-гурт створений Робом Хелфордом після виходу з Judas Priest у 1992 році. В склад гурту також ввійшли: барабанщик Judas Priest Скотт Тревіс, гітарист Расс Перріш, клавішник і гітарист Браян Тілз та басист Джек «Джей Джей» Браун
За три роки існування Fight випустили два альбоми: War of Words (1993) і A Small Deadly Space (1995). Вони гастролювали разом з тами групами як: Pantera, Anthrax, Voivod і Skid Row, а також розігрівали гурт Metallica у турі Shit Hits the Sheds.
Гурт розпався в 1995 році, але воз'єднався у 1997, що правда тільки з трьома оригінальними учасниками для одноразового виступу, після чого знову розпався. В інтерв’ю 2015 року Хелфорд замислювався про можливе реформування гурту.
У 2007 році лейбл Halford's Metal God Entertainment випустив відеоальбом "War of Words – The Film" на DVD.
В музичному плані гурт представляє суміш класичного хеві-металу і грув-металу, натхненного групами Judas Priest і Pantera

## Дискографія

### Студійні альбоми
| War of Words                                                                      | - Released: September 14, 1993 - Лейбл: Epic Records - Формати: CD, цифрові завантаження | 83  | 49 | 56 | - US: 223,902+ |
| A Small Deadly Space                                                              | - Випущено: April 18, 1995 - Лейбл: Epic Records - Formats: CD, цифрові завантаження     | 120 | 48 | —  | - US: 67,407+  |
| "—" denotes a recording that did not chart or was not released in that territory. |                                                                                          |     |    |    |                |

### Збірки
| Title                       | Album details                                                                      |
| --------------------------- | ---------------------------------------------------------------------------------- |
| Mutations                   | - Випущено: July 12, 1994 - Лейбл: Epic Records - Формати: CD                      |
| K5 – The War of Words Demos | - Випущено: 2007 - Лейбл: Sony Music - Формати: CD, цифрові завантаження           |
| Into the Pit                | - Випущено: July 4, 2008 - Лейбл: Metal God Entertainment - Формати: CD (бокс сет) |

### Відео альбоми
| Title                   | Album details                                                    |
| ----------------------- | ---------------------------------------------------------------- |
| War of Words – The Film | - Випущено: 2007 - Лейбл: Metal God Entertainment - Формати: DVD |